# Principado de Montenegro
El principado de Montenegro fue un Estado del sudeste de Europa que existió desde el 13 de marzo de 1852 hasta el 28 de agosto de 1910, cuando fue proclamado como reino por su príncipe Nicolás I, quien se convirtió en rey.
Su capital era Cetiña y el perper montenegrino fue su moneda a partir de 1906. El territorio del principado ocupaba aproximadamente el área central del Montenegro moderno. El Estado era una monarquía constitucional, pero de facto absolutista.

## Surgimiento

Evolución territorial entre 1830 y 1944:
Montenegro en el siglo XVIII
Expansión hasta 1830
Expansión 1830-1859
Expansión 1878
Expansión 1913
Expansión efímera tras la Primera Guerra Mundial
Expansión tras la Segunda Guerra Mundial

Estandarte principesco de Danilo I (1858-1860)

En 1851, tras la muerte del intrigante obispo y príncipe Pedro II de Montenegro, que había participado en las infructuosas maquinaciones antiotomanas de los Gobiernos conservadores serbios, ascendió al trono del obispado su sobrino, Danilo. Este separó el cargo eclesiástico del civil y continuó la tarea de modernización del diminuto territorio; aprobó un código legal (1855) y organizó un primer Ejército regular. Por entonces Montenegro seguía siendo una tierra minúscula, habitada por unas ciento treinta mil personas, organizadas en una treintena de clanes. Los montenegrinos cruzaban continuamente la frontera del territorio, aún dependiente del imperio aunque autónomo para los otomanos, en sus desplazamientos con el ganado y en sus incursiones.
En 1853 el principado hubo de solicitar el auxilio de las potencias ante el avance del enérgico gobernador otomano Omar Bajá, que penetró en Montenegro tras el intento montenegrino de apoderarse de Žabljak. Austria, que prefería como vecino de Dalmacia al pequeño principado antes que a los otomanos, puso fin a la invasión. Por imposición austriaca, Montenegro no aprovechó la guerra de Crimea para arrebatar tierras a los otomanos, lo que desencadenó una nueva revuelta de algunos clanes contra el príncipe, que fue sofocada.
En 1857 los montenegrinos participaron en la revuelta de la vecina Herzegovina contra los otomanos. La zona era territorio habitual de las correrías montenegrinas. La intervención de las potencias, en especial de Francia, permitió poner fin al conflicto con el Gobierno de Constantinopla y definir por fin los límites del principado, reconocido oficiosamente por entonces. La contienda permitió asimismo la ampliación del principado hacia el norte, en torno a Grahovo.
El asesinato de Danilo en 1860 entregó el trono principesco a su último señor, Nicolás I, de largo reinado. Este colaboró también con Serbia, pero esperaba ser nombrado soberano si los dos estados serbios se unían.
Entre 1876 y 1878, el principado se enfrentó nuevamente con los otomanos, durante la guerra ruso-turca.

## Independencia
El Congreso de Berlín de 1878 reconoció la independencia del principado. Le permitió además duplicar su superficie hasta los 9433 km²; los nuevos territorios contenían 116 000 habitantes (26 000 de ellos católicos y otros tantos musulmanes) y con ellos el principado alcanzó los 286 000 habitantes. El tratado disponía, empero, ciertas importante limitaciones a la soberanía montenegrina: prohibición de construir buques de guerra, permiso a la Armada austriaca para vigilar sus aguas territoriales, prohibición de transformar Antivari en puerto militar y obligación de solicitar permiso a Austria para construir carreteras y ferrocarriles en el nuevo territorio montenegrino.
El soberano siguió siendo Nicolás I, que gobernaba autocráticamente. El nuevo país estaba casi rodeado por territorio del Imperio austrohúngaro que, además, había quedado encargado por las potencias de vigilar las reducidas costas montenegrinas para evitar que llegasen a ellas buques de guerra, posibilidad prohibida en Berlín. La vecindad y modernidad de la economía austrohúngara comparada con la montenegrina hicieron que el vecino imperio dominase la economía del principado, pese a las sucesivas tensiones entre los dos países.

Montenegro y los territorios circundantes en 1904, tras el Congreso de Berlín y antes de las guerras balcánicas. Se aprecia el Sanjacado de Novi Pazar, que lo separaba de Serbia, y las vecinas Bosnia y Herzegovina, ocupadas por el Imperio austrohúngaro y que este se anexaría oficialmente en 1908, lo que desató una gran tensión con Montenegro.

Pese a la influencia austrohúngara, el Gobierno siguió recibiendo subsidios rusos, que le permitieron extender la enseñanza primaria y reducir el analfabetismo masculino al 50 % en 1900. Por entonces el país seguía siendo primordialmente rural: la población urbana, unas 31 400 personas, no suponían ni el 11 % de la población nacional. Los universitarios montenegrinos se formaban principalmente en Belgrado y, en menor medida, en Zagreb.
El principado sufrió la emigración de parte de su población a la vecina Serbia, donde se asentó principalmente en las regiones fronterizas abandonadas por los musulmanes.

## Constitución de 1905[nota 3]
El 19 de diciembre de 1905, Nicolás otorgó una Constitución que, en realidad, no cambió el hecho de que el poder siguió en sus manos, pese a la creciente oposición de la escasa intelectualidad formada en Serbia. El gesto fue esencialmente una manera de mejorar su imagen en el extranjero y atraer inversiones. La Asamblea Nacional, que se elegía en parte en voto público, fue disuelta en 1907. La oposición política, perseguida por Nicolás, pasó a la clandestinidad. El convencimiento del príncipe de que Serbia apoyaba a los opositores tensó las relaciones con el país vecino; muchos opositores, en efecto, se habían refugiado en Serbia, desde donde vituperaban al Gobierno montenegrino. En noviembre de 1907, la policía desbarató una confabulación para asesinar al príncipe; los tres detenidos portaban bombas del arsenal serbio de Kragujevac. La detención originó otra ola de arrestos de opositores y tensó aún más las relaciones con Serbia, que no desmantelaba las sociedades secretas de los opositores montenegrinos refugiados en su territorio. El empeoramiento de la relación con Serbia y la esterilidad de los esfuerzos rusos por mediar entre los dos países hizo que mejorase temporalmente la relación entre Montenegro y Austria-Hungría.
El disgusto ruso por la situación entre los dos países balcánicos y la crisis bosnia desatada por la anexión austrohúngara de la región allanaron la mejora temporal de relaciones serbo-montenegrinas. El aprecio mutuo de las dos casas reales era, empero, nulo, y las relaciones volvieron a enfriarse tras el descubrimiento de otra conspiración contra Nicolás en la primavera de 1910.
Para celebrar el cincuenta aniversario de su ascensión al trono, Nicolás se proclamó rey en agosto de 1910, transformando con ello el Estado de principado en reino. Por entonces, el país contaba con 222 015 habitantes.

## Economía y sociedad
Las principales localidades que pasaron al principado merced al tratado berlinés fueron Nikšić, Kolašin, Podgorica, Cetiña —centro administrativo y económico y más adelante capital—, Antivari y Dulciño. Estas dos últimas le otorgaron además una salida al mar Adriático y eran los únicos puertos destacables del país. El principal centro económico de Montenegro era la población de Rijeka Crnojevića. Pese a la aceleración del desarrollo económico que siguió al reconocimiento internacional de la independencia montenegrina, el país siguió siendo atrasado y pobre. Las principales ciudades comerciales eran Nikšić, Podgorica, Antivari y Dulciño. El principado era esencialmente rural: Podgorica, la mayor de las ciudades, tenía doce mil habitantes y menos del 10 % de la población vivía en las siete poblaciones principales. La población se organizaba fundamentalmente el tribus y clanes, y tenía costumbres y códigos de conducta ancestrales. Por añadidura, era mayoritariamente cristiana ortodoxa, aunque existían minorías católicas y musulmanas en las regiones fronterizas —fundamentalmente albaneses, integrados en Montenegro como consecuencia de la expansión del principado entre 1878 y 1880—.

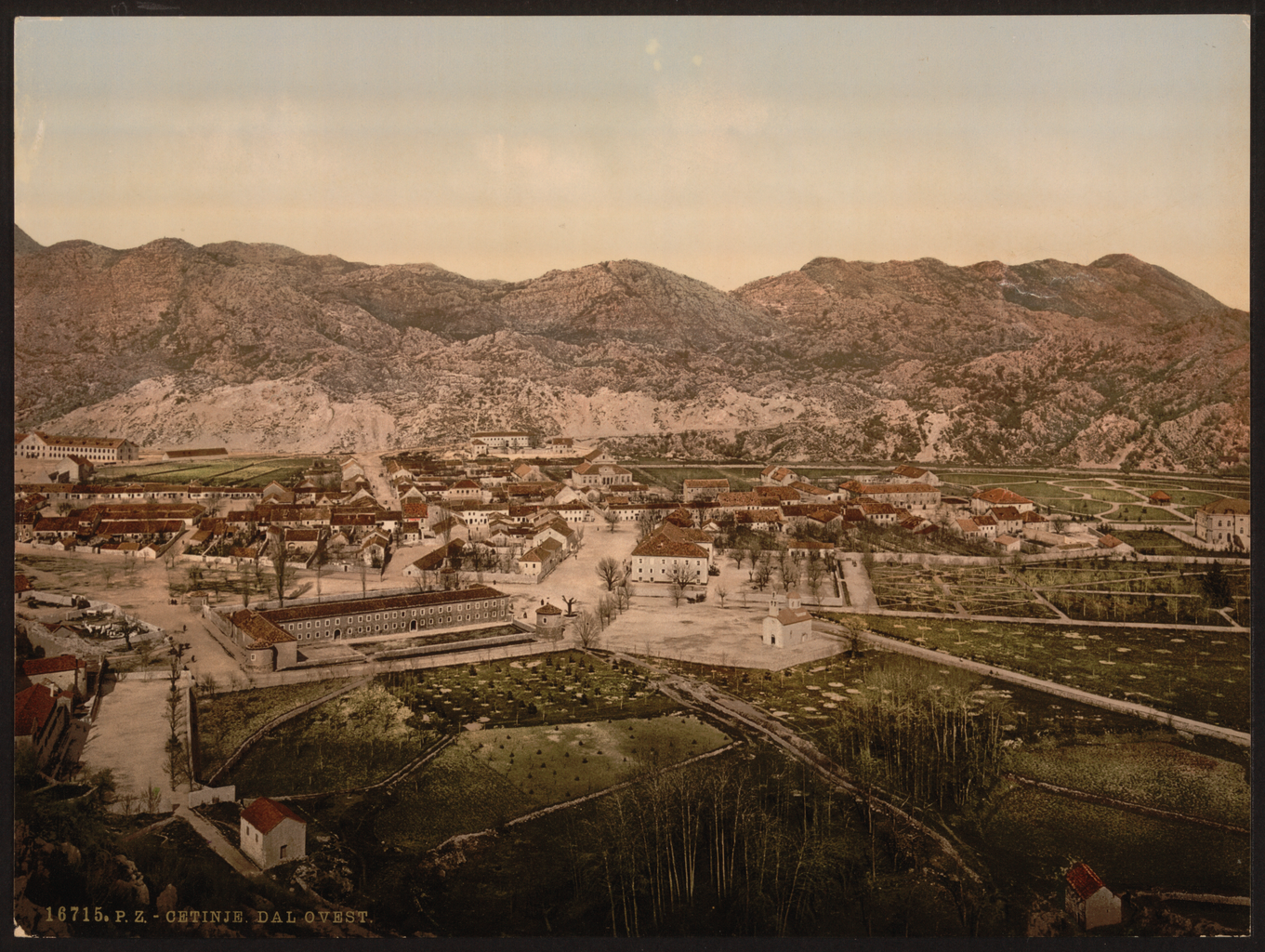
Cetiña, la pequeña capital de Montenegro, a finales del siglo.

El carácter rural y la esterilidad de la tierra (esencialmente, un conjunto de montañas calcáreas que le daban un aspecto lunar) determinaban la pobreza del país. Las tierras más fértiles de la zona, en las partes más bajas, pertenecían a los países vecinos. Las tierras cultivables eran pocas y de escaso rendimiento. En consecuencia, la principal actividad de la población era la ganadería, actividad en general reservada a los hombres —la escasa agricultura se dejaba en manos de las mujeres—.
El principal cultivo era el maíz, aunque también se plantaban otros cereales (trigo, centeno, cebada y avena) y en la costa había aceitunas. Abundaban también relativamente los frutales y de las ciruelas se fabricaba el licor tradicional montenegrino, el slivovitz. También se producía algo de vino, en la llanura de Zeta, el valle de Crmnica y en la costa. El país también producía tabaco, que se exportaba en parte.
La industria era casi inexistente: la principal era una fábrica de cerveza de Nikšić. Los recursos minerales y madereros (bosques de haya, abeto y pino del norte y este) estaban sin explotar, por falta de capital y de buenas comunicaciones. Las empresas extranjeras que operaban en el país empleaban fundamentalmente personal venido de sus países respectivos o inmigrantes herzegovinos. Pese a ello, surgió una pequeña clase obrera nacional y las primeras huelgas —de ferroviarios e impresores— acontecieron en 1906.
El principal socio comercial de Montenegro era la vecina Austria-Hungría, más avanzada económicamente y con la que mantenía tensas relaciones. Las ciudades dálmatas austrohúngaras eran el principal mercado del ganado montenegrino —en especial, Budva y Kotor—. El transporte estaba en general en manos extranjeras: la compañía bohemia Laurin y Klement gestionaba el servicio de pasajeros y correo entre Kotor, Cetiña, Rijeka Crnojevića y Podgorica; los vapores de la Lloyd Austríaca aseguraban el servicio por el Bojana que unía Escútari con el Adriático y la comunicación con Antivari (junto con la compañía Ungaro-Croata). También era importante el papel de las empresas italianas: el primer ferrocarril montenegrino, entre Antivari y Virpazar, lo construyó y administró una empresa veneciana, la Compagnia di Antivari, que también tenía vapores que transportaban pasajeros y correo en el lago Escútari y modernizó el puerto de Antivari. Algunas otras navieras italianas también comunicaban Antivari y Dulciño con Italia y competían con la Lloyd en las travesías por el Boljana. Por añadidura, la gestión del monopolio estatal del tabaco lo administraba una empresa italiana, la Regia Co-interessata dei Tabacchi del Montenegro.
El primer banco se fundó en 1901 y la divisa nacional el perper montenegrino, se creó en 1908. Era común el uso de monedas extranjeras, especialmente las de oro. Los ingresos estatales provenían fundamentalmente de los aranceles, los ingresos de los monopolios estatales (tabaco, sal, licores y aceite) y ciertos impuestos relativos a la tierra (gravámenes sobre el ganado, los molinos o las fincas), y no bastaban para sufragar los gastos. El déficit estatal era crónico y se compensaba con préstamos o donativos extranjeros.
La pobreza del país, la falta de industria, la superpoblación rural y la falta de empleo impulsaron la emigración: tan solo en 1905, seis mil setecientos montenegrinos abandonaron el país, la mayoría con rumbo a América del norte. Se calcula que unos treinta mil inmigrantes montenegrinos residían en los Estados Unidos en vísperas de la Primera Guerra Mundial.
El Gobierno favorecía la formación en el extranjero, tanto para obtener conocimientos inexistentes en el país como para mitigar el paro y mejorar la situación económica en general. Paradójicamente, esto minó el sistema político montenegrino, que muchos estudiantes consideraban anticuado y autocrático tras su estancia en el extranjero, a menudo en Serbia. Muchos también favorecían la unión con Serbia o incluso la formación de un gran Estado yugoslavo.